# DCappella
DCappella é um grupo de A capella formado por uma pesquisa nacional e administrado pelo Disney Music Group com músicas da Disney. Conhecido por seus clássicos reinventados do livro de canções da Disney, o grupo originalmente se uniu como resultado de uma busca nacional pelo melhor talento vocal em a cappella e palco.

## História
DCappella foi concebido em 2012 com audições iniciadas em novembro de 2017. Em seguida, foi anunciado em dezembro de 2017 como sendo formado pelo Disney Music Group através de uma busca nacional por talentos dirigida por Deke Sharon.
A Disney Music lançou o primeiro single do grupo, "Immortals", do Big Hero 6 da Disney em 27 de abril de 2018. DCappella fez sua primeira aparição na Disney Night do American Idol em 29 de abril de 2018.  
O grupo fez sua primeira apresentação no fim de semana do Memorial Day em 2018 como o ato de abertura do Disney's Beauty and the Beast Live in Concert no Hollywood Bowl juntamente com a primeira vencedora do American Idol da ABC, Maddie Poppe. O álbum auto-intitulado de estréia do grupo foi lançado em 16 de novembro de 2018.

## Integrantes
Antonio Fernandez
Tem no grupo a voz como Percussão Vocal.
Joe Santoni
Tem no grupo a voz sendo o Grave.
Kalen Kelly
Tem no grupo a voz sendo o Mezzo, entrou no grupo em 22 de Maio de 2019.
Kelly Denice Taylor
Tem no grupo a voz como parte da voz Alto, entrou no grupo em 20 de Março de 2020.
Morgan Keene
Tem no grupo a voz sendo o Soprano.
Orlando Dixon
Tem no grupo a voz sendo o Barítono.
RJ Woessner
Tem no grupo a voz sendo o Tenor.

## Discografia

### Álbuns
| Título           | Detalhes                                                                                           |
| ---------------- | -------------------------------------------------------------------------------------------------- |
| DCappella        | - 16 de Novembro de 2018 - Formatos: download digital e streaming - Gravadora: Walt Disney Records |
| Japanese version | - 15 de Maio de 2019 - Formatos: download digital e streaming - Gravadora: Walt Disney Records     |
| Rockin Holiday   | - 25 de Outubro de 2019 - Formatos: download digital e streaming - Gravadora: Walt Disney Records  |

### Singles
| Titulo                                      | Letra                                               | Lançamento              | Álbum     |
| ------------------------------------------- | --------------------------------------------------- | ----------------------- | --------- |
| "Immortals"                                 | Patrick Stump, Pete Wentz, Joe Trohman, Andy Hurley | 27 de Abril de 2018     | DCappella |
| "Friend Like Me"                            | Howard Ashman                                       | 16 de Novembro de 2018  | DCappella |
| "How Far I'll Go"                           | Lin-Manuel Miranda                                  | 10 de Agosto de 2018    | DCappella |
| "Let it Go/Do You Want to build a Snowman?" | Kristen Anderson-Lopez e Robert Lopez               | 16 de Novembro de 2018  | DCappella |
| "Speechless"                                | Pasek and Paul                                      | 6 de Setembro de 2019   | DCappella |
| "I Wan'na Be like You (The Monkey Song)"    | Richard M. Sherman e Robert B. Sherman              | 16 de Novembro de 2018  | DCappella |
| "You'll Be in My Heart"                     | Phil Collins                                        | 16 de Novembro de 2018  | DCappella |
| "When She Loved Me"                         | Randy Newman                                        | 16 de Novembro de 2018  | DCappella |
| "Trashin' the Camp"                         | Phil Collins                                        | 28 de Setembro de 2018  | DCappella |
| "Part of Your World/A Whole New World"      |                                                     | 15 de Fevereiro de 2019 | DCappella |
| "Step in Time"                              | Sherman Brothers                                    | 16 de Novembro de 2018  | DCappella |
| "Remember Me"                               | Kristen Anderson-Lopez e Robert Lopez               | 16 de Novembro de 2018  | DCappella |